# Thomas Fetsch
Thomas Fetsch (* 7. Juli 1969 in Mainz) ist ein deutscher Politiker (AfD) und Rechtsanwalt. Er zog über Platz 7 der Landesliste der AfD Hessen in den 21. Deutschen Bundestag ein.